# Liolaemus williamsi
Liolaemus williamsi är en ödleart som beskrevs av  Laurent 1992. Liolaemus williamsi ingår i släktet Liolaemus och familjen Tropiduridae. IUCN kategoriserar arten globalt som otillräckligt studerad. Inga underarter finns listade i Catalogue of Life.